# Jozef Zlatňanský
Jozef Zlatňanský (Topoľčianky, 13 marzo 1927 – Nitra, 11 febbraio 2017) è stato un vescovo cattolico slovacco.

## Biografia
Jozef Zlatňanský nacque a Topoľčianky il 13 marzo 1927.

### Formazione e ministero sacerdotale
Iniziò gli studi teologici presso la scuola di Bratislava tra il 1946 e il 1947.
Il 22 dicembre 1951 fu ordinato presbitero a Roma. Nel 1955 si laureò in teologia alla Pontificia Università Lateranense e nel 1959 conseguì la licenza in scienze sociali presso la Pontificia Università Gregoriana.
Dal 1961 al 1963 insegnò filosofia al seminario di Catanzaro. Dal 1964 al 1966 fu dipendente del Segretariato della Commissione per la dottrina religiosa del Concilio Vaticano II. Dal 1966 al 1975 lavorò come aiutante di studio nella Congregazione per la dottrina della fede. Il 17 giugno 1970 papa Paolo VI gli concesse il titolo di cappellano di Sua Santità. Dal 1971 al 1974 operò anche come segretario aggiunto della Commissione teologica internazionale. Dal 1975 al 1984 fu capo ufficio della sezione dottrinale della Congregazione per la dottrina della fede. Il 2 febbraio 1981 papa Giovanni Paolo II gli concesse il titolo di prelato d'onore di Sua Santità. Il 6 dicembre 1984 venne nominato sottosegretario della Congregazione per la dottrina della fede. Dal 1990 al 1994 fu membro del Pontificio comitato per i congressi eucaristici internazionali.

### Ministero episcopale
L'11 giugno 1997 papa Giovanni Paolo II lo nominò vescovo titolare di Montefiascone e segretario della Commissione interdicasterale per le Chiese in Europa orientale. Ricevette l'ordinazione episcopale il 20 luglio successivo dal cardinale Jozef Tomko, prefetto della Congregazione per l'evangelizzazione dei popoli, co-consacranti l'arcivescovo Tarcisio Bertone, segretario della Congregazione per la dottrina della fede, e l'arcivescovo di Bratislava-Trnava Ján Sokol. Come motto scelse le parole Veritas iustitia caritas. Collaborò anche alla revisione della traduzione in slovacco del Catechismo della Chiesa cattolica. Il 2 maggio 2002 venne nominato membro della Congregazione delle cause dei santi.
L'8 giugno 2004 papa Giovanni Paolo II accettò la sua rinuncia all'incarico per raggiunti limiti d'età.
Morì a Nitra la sera dell'11 febbraio 2017. Le esequie si tennero il 16 febbraio alle ore 10 nella chiesa parrocchiale di Santa Caterina d'Alessandria a Topoľčianky e furono presiedute dall'arcivescovo metropolita di Bratislava e presidente della Conferenza episcopale Stanislav Zvolenský. Al termine del rito fu sepolto nel cimitero cittadino.

## Genealogia episcopale
La genealogia episcopale è:
- Cardinale Scipione Rebiba
- Cardinale Giulio Antonio Santorio
- Cardinale Girolamo Bernerio, O.P.
- Arcivescovo Galeazzo Sanvitale
- Cardinale Ludovico Ludovisi
- Cardinale Luigi Caetani
- Cardinale Ulderico Carpegna
- Cardinale Paluzzo Paluzzi Altieri degli Albertoni
- Papa Benedetto XIII
- Papa Benedetto XIV
- Papa Clemente XIII
- Cardinale Enrico Benedetto Stuart
- Papa Leone XII
- Cardinale Chiarissimo Falconieri Mellini
- Cardinale Camillo Di Pietro
- Cardinale Mieczysław Halka Ledóchowski
- Cardinale Jan Maurycy Paweł Puzyna de Kosielsko
- Arcivescovo Józef Bilczewski
- Arcivescovo Bolesław Twardowski
- Arcivescovo Eugeniusz Baziak
- Papa Giovanni Paolo II
- Cardinale Jozef Tomko
- Vescovo Jozef Zlatňanský